# Ложница при Жалцу
Ложница при Жалцу (словен. Ložnica pri Žalcu) је насељено место у општини Жалец, Савињска регија, Словенија.

## Историја
До територијалне реорганизације у Словенији била је у саставу старе општине Жалец.

## Становништво
У попису становништва из 2011. године, Ложница при Жалцу је имала 450 становника.
| Број становника према пописима | Број становника према пописима | Број становника према пописима |
| ------------------------------ | ------------------------------ | ------------------------------ |
| 1991                           | 2002                           | 2011                           |
| 444                            | 413                            | 450                            |

Напомена: Године 1953. настала спајањем насеља Сподња Ложница и Згорња Ложница, која су укинута. Године 1991. смањен за део насеља који је спојен са делом издвојеним од насеља Готовље у ново самостално насеље Подвин.